# ۳۳۱ (پیش از میلاد)
۳۳۱ (پیش از میلاد) ۳۳۱مین سال قبل از تقویم میلادی است.

## رویدادها
- رخ دادن نبردی به نام جنگ گوگمل میان شاهنشاهی هخامنشی به فرماندهی داریوش سوم و مقدونیه به فرماندهی اسکندر مقدونی .